# Rame réversible régionale
Les rames réversibles régionales (RRR) sont des voitures voyageurs de la SNCF, mises en service entre l'automne 1985 et l'année 1994.
Groupées en rames et destinées à être tractées ou poussées par une locomotive, elles sont affectées aux trafics SNCF ainsi que TER et de leurs organisations.

## Description
La mise en service des rames réversibles régionales coïncide avec le lancement de la marque TER. À la fin des années 1980 et au début des années 1990, elles représentaient le renouveau et la modernisation des services ferroviaires régionaux. Il s'agit du premier matériel qui portait la livrée TER comportant quatre variantes de couleurs selon les régions.
Les RRR sont des rames à trois ou quatre caisses en acier inoxydable (inox), proches des RIO et RIB. Elles se distinguent par leur performance ; avec une aptitude à 140 km/h, ainsi que par les faces d'extrémité ressemblant à celles des éléments automoteurs doubles modernisés. Concernant ce dernier point, certaines régions ont rénové des RIO et RIB en adoptant la face avant des RRR, mais cette modification se limite à la cabine de conduite, et pour certaines, à la suppression de la plate-forme d'accès centrale et de ses portes, remplacées par des fenêtres (une par face).
Elles peuvent être couplées à plusieurs séries de locomotives (pour celles équipées de la réversibilité) :
- thermiques : BB 67300, BB 67400 et BB 66400 ;
- électriques : BB 8500, BB 9600, BB 16500 et BB 25500[4],[5],[6], puis BB 22200[7],[8],[9].

## Effectif
Les livraisons se sont achevées en 1994, avec un total de 17 rames à 4 caisses et 122 rames de 3 caisses.
Au 1er janvier 2012, il reste une centaine de rames en circulation.
Au 31 octobre 2023, il reste seulement quelques rames, composées chacune de 3 caisses, aux alentours de Strasbourg.

## Rames réversibles régionales de propriétés SNCF[12],[13]

### En périurbaine SNCF[12],[13]
- Angers-Saint-Laud – Cholet (avec BB 66400[4] de Nantes, puis BB 67400 de Bordeaux à la suite du transfert de ces premières)
- Nantes – Clisson – Cholet (avec BB 66400[4] de Nantes, puis BB 67400 de Bordeaux à la suite du transfert de ces premières)
- Nantes – Savenay – Redon (avec BB 66400[4] de Nantes, puis BB 67400 de Bordeaux à la suite du transfert de ces premières)
- Le Mans – La Suze (avec BB 66400 de Sotteville tout comme la rame, qui sont acheminées en véhicules depuis Caen tractées par une BB 67300 de ce dernier dépôt)[4]
- Rouen-Rive-Droite (ou Rouen-Préfecture[4] lors de travaux) – Sotteville – Elbeuf - Saint-Aubin (avec BB 66400)[1]
- Sotteville – Honfleur (avec BB 66400)[6]
- Rouen-Rive-Droite[4] – Sotteville[6] – Saint-Pierre-du-Vauvray – Gaillon - Aubevoye – Vernon – Mantes-la-Jolie (BB 16500)[4] – Gargenville (BB 66400)[6]
- Clermont-Ferrand – Vic-le-Comte – Issoire – Brioude (avec BB 66400 / 67400)[2]
- Clermont-Ferrand – Moulins (via Vichy, avec BB 66400 / 67400)[2]
- Clermont-Ferrand – Gannat (avec BB 66400 / 67400)[2]
- Clermont-Ferrand – Thiers (avec BB 66400 / 67400)[2]

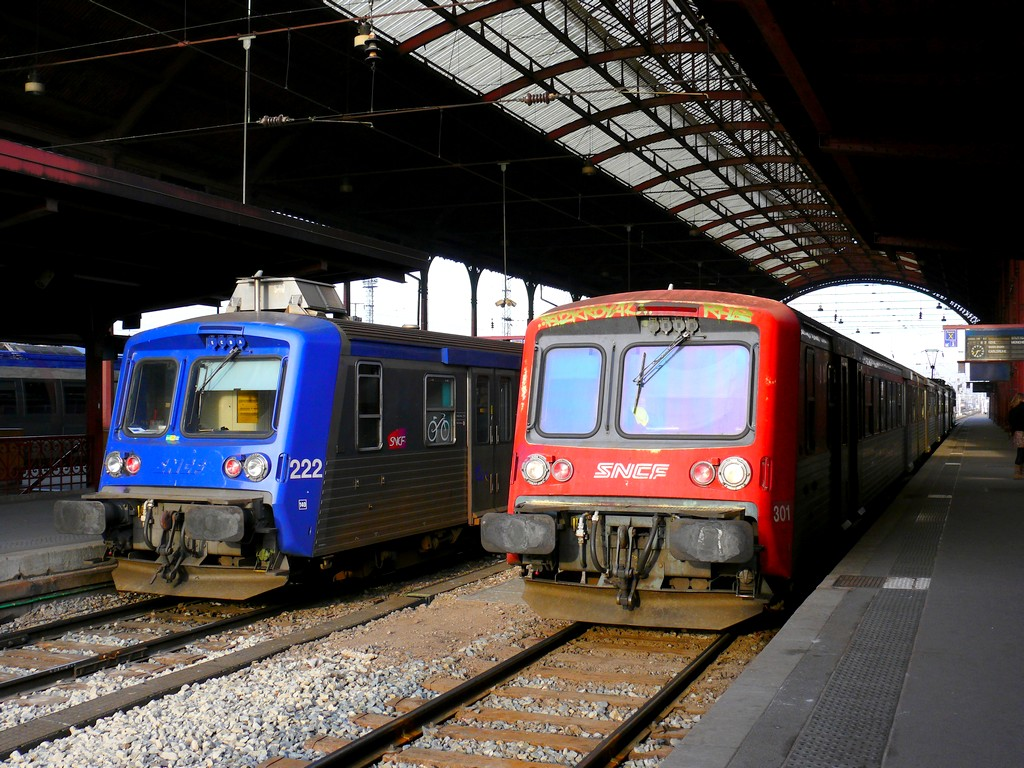
2 rames en gare de Strasbourg-Ville.

- Saverne – Strasbourg-Ville[2] – Sélestat (via Erstein, avec BB 16500)
- Strasbourg-Ville[2] – Barr – Haguenau – Niederbronn ou Wissembourg (avec BB 67400)
- Strasbourg-Ville[2] – Krimmeri-Meinau – Kehl – Offenbourg (avec BB 67400)
- Strasbourg-Ville[2] – Roeschwoog – Lauterbourg – Worth (avec BB 67400)
- Mulhouse-Ville[2] – Colmar (avec BB 16500 jusqu'en 2010)
- Mulhouse-Ville[2] – Neuenburg
- Mulhouse-Ville[2] – Thann – Kruth (avec BB 67400 jusqu'en 2006)
- Lille-Flandres[12] – Valenciennes (avec BB 16500)
- Valenciennes[12] – Aulnoye-Aymeries (avec BB 16500)
- Valenciennes – Cambrai[12] (avec BB 16500)
- Auray – Quiberon, de 1990[14] à 1992[5], avec BB 67400
- Rennes – Cesson-Sévigné – Vitré (avec BB 25500)[2]
- Dijon-Ville[2] – Les Laumes - Alésia (avec BB 25500)[4]
- Dijon-Ville[2] – Seurre (avec BB 25500)[4]
- Nevers – Cosne (avant électrification en 1988 Montargis)
- Nevers – Decize (avec BB 67300)[4]
- Nevers – Saincaize (avec BB 67300)[4]
- Lyon-Perrache ou Lyon-Part-Dieu[2] – Saint-Étienne-Châteaucreux – Le-Puy-en-Velay (avec BB 67400 dans le passé, en complément ou remplacement de l'autorail X 2202)[4]
- Saint-Étienne-Châteaucreux – Montbrison (avec BB 67300 dans le passé)[4]
- Saint-Étienne-Châteaucreux – Firminy – Bas - Monistrol (avec BB 67300 dans le passé)[4]
- Saint-Étienne-Châteaucreux – Roanne (avec BB 67300 dans le passé)[4]
- Marseille-Saint-Charles[2] – Port-de-Bouc – Martigues – Miramas[4]

Les rames sont conjointement gérées par les Établissements Publics Régionaux de Clermont-Ferrand (quatre fois trois caisses, puis huit fois trois caisses), Dijon (trois fois trois caisses), Lille (trois fois trois caisses), Lyon-Mouche ou Croix-Barret (onze fois trois caisses, ainsi que trois fois quatre caisses, avec récupération de l'unique effectif Stélyrail de la propriété TER) — conjointement avec Chambéry —, Marseille-Blancarde (deux fois trois caisses, avec récupération de l'effectif de Sotteville, mais reste co-gérant pour l'entretien de celles-ci), Rennes (cinq fois trois caisses),, Sotteville (huit fois trois caisses, une cédée à Rennes et les sept autres le sont à Marseille-Blancarde, avec co-gérance comme expliqué ci-dessus) et Strasbourg (dix-sept fois trois caisses).

### En régionAlsace(sept rames à trois caisses[12],[13], avecBB 16500/67400)
- Saverne – Strasbourg-Ville – Sélestat (via Erstein, avec BB 22200 RC)
- Strasbourg-Ville – Sélestat – Colmar (avec BB 16500 jusqu'en 2010)
- Strasbourg-Ville – Sarrebourg (avec BB 22200 RC)
- Strasbourg-Ville – Strasbourg-Roethig – Molsheim – Rothau – Saales – Saint-Dié-des-Vosges (avec BB 67400)
- Mulhouse-Ville – Colmar – Sélestat – Obernai – Molsheim – Strasbourg-Roethig – Strasbourg-Ville (avec BB 67400 sans parcours direct)
- Mulhouse-Ville – Bâle SNCF (avec BB 16500 jusqu'en 2010)
- Mulhouse-Ville – Belfort – Montbéliard[4] (avec BB 16500 jusqu'en 2010)

Les rames sont entretenues par l'Établissement Public Régional de Strasbourg.

### En région Bretagne (neuf rames à trois caisses, puis sept du même nombre, ainsi qu'une supplémentaire en version Pays de la Loire, avec des BB 25500 / 67300 / 400)

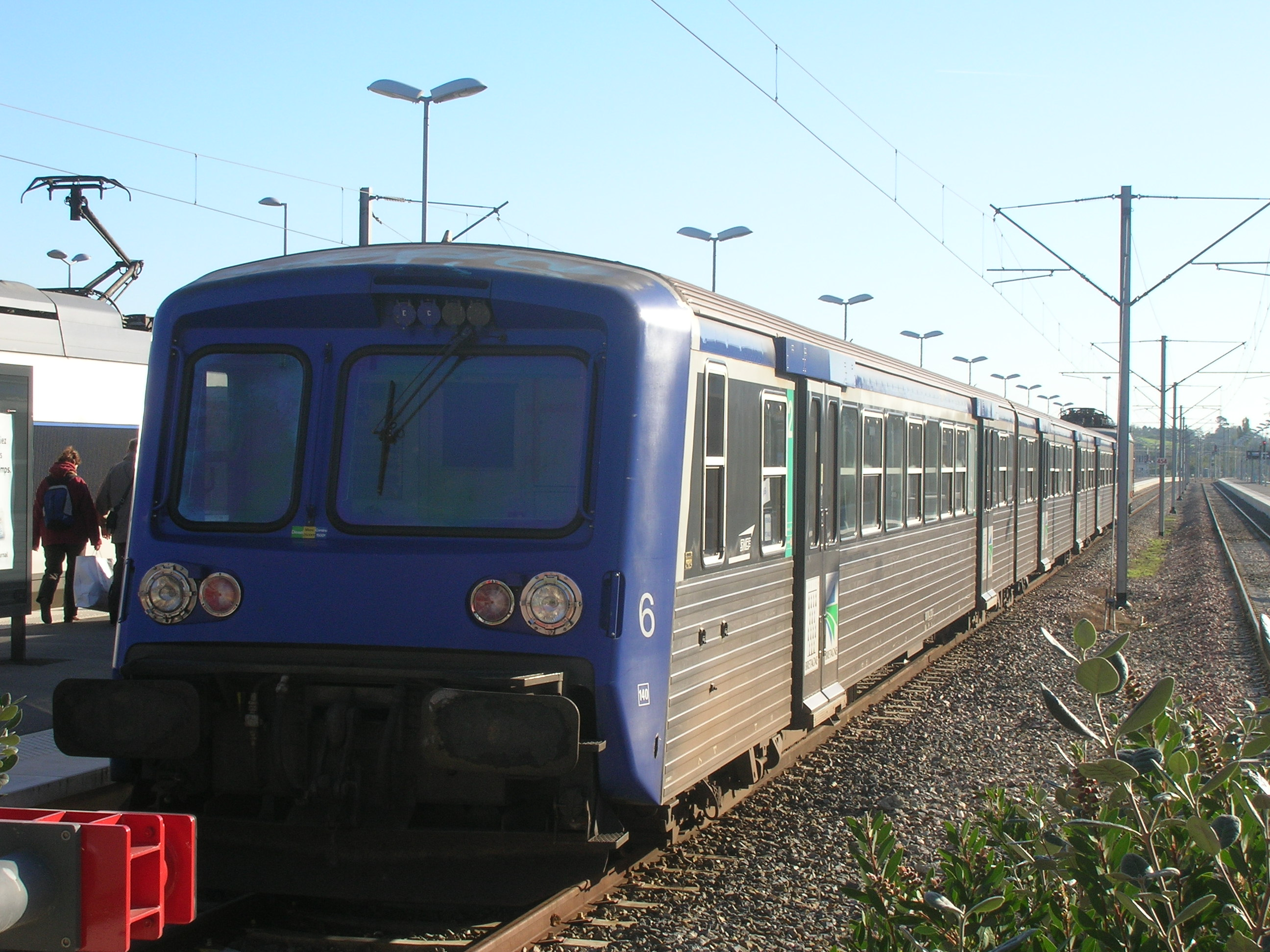
RRR en gare de Saint-Malo, avec en tête la BB 25643 (radiée en septembre 2016).

### En régionBourgogne[5](une rame à trois caisses et trois à quatre caisses[12],[13], avecBB 8500/25500/BB 66400/67300/67400)
- Dijon-Ville – Chalon-sur-Saône[4]

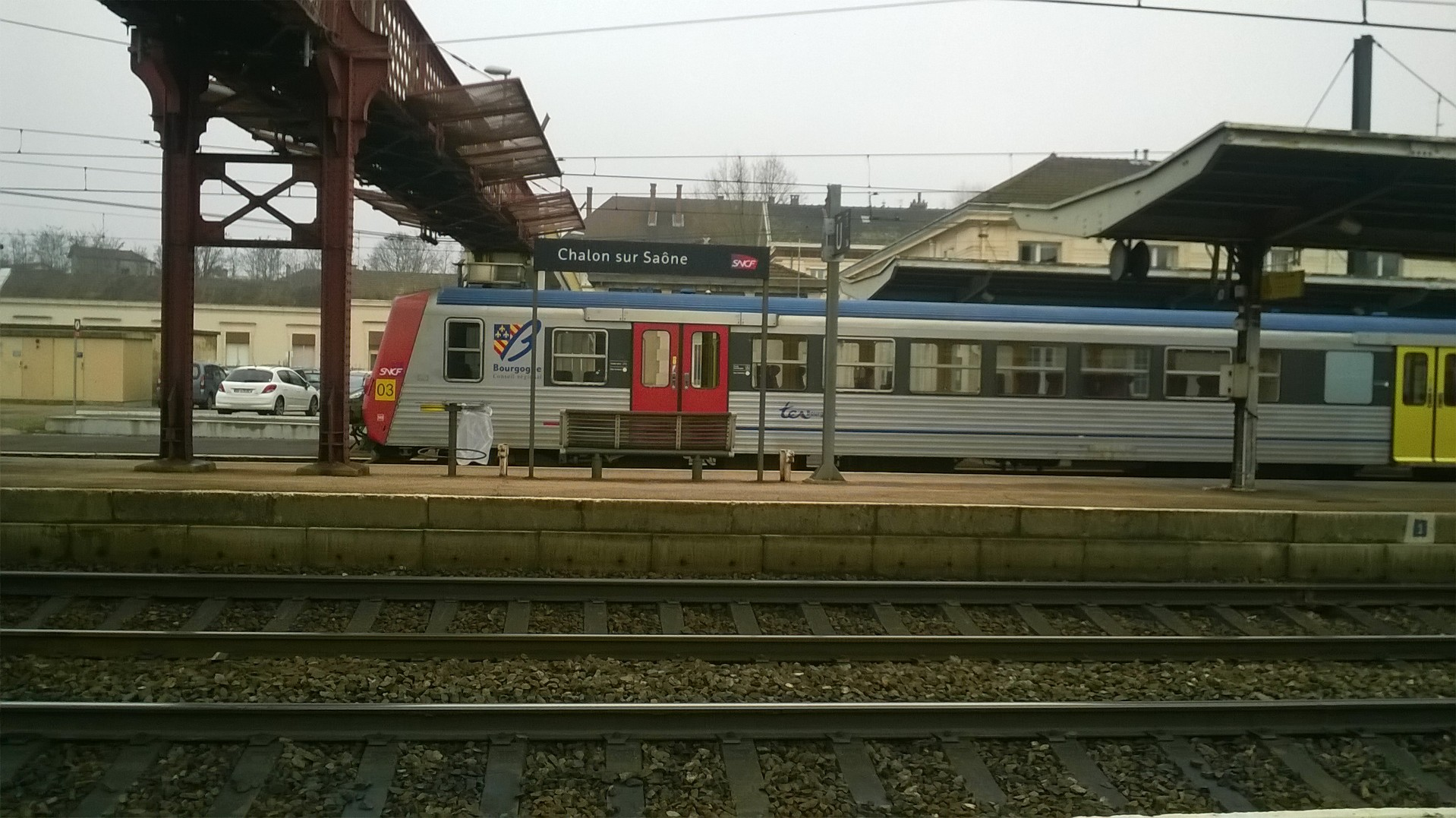
RRR appartenant à la région Bourgogne, en gare de Chalon-sur-Saône.

- Dijon-Ville – Les Laumes - Alésia – Nuits-sous-Ravières – Laroche - Migennes – Sens
- Laroche - Migennes – Saint-Florentin - Vergigny
- Laroche - Migennes – Auxerre – Cravant - Bazarnes / Clamecy et Avallon
- Moulins – Nevers[4]
- Nevers – Dijon-Ville

Les rames sont entretenues par l'Établissement Public Régional de Dijon.

### En régionBretagne(neuf rames à trois caisses[12], puis sept du même nombre[13], ainsi qu'une supplémentaire en version Pays de la Loire[10], avec desBB 25500/67300/400)
- Rennes – Vitré – Laval[4], dans le passé avec ces trois machines
- Rennes – La Brohinière – Saint-Brieuc[4],[6], dans le passé avec ces trois machines
- Rennes – Saint-Malo[4],[6], dans le passé avec ces trois machines
- Rennes – Redon[4],[6], dans le passé avec ces trois machines
- Rennes – Carhaix (avec BB 67300 pour le spectacle des Vieilles Charrues l'été)
- Rennes – Châteaubriant[4] (avec BB 67300 et 67400 dans le passé)

Les rames sont entretenues par l'Établissement Public Régional de Rennes.

### En régionFranche-Comté[5](cinq rames à trois caisses[12],[13], avecBB 8500/BB 25500/BB 67400)
- Besançon-Viotte – Morez[4]
- Dijon-Ville – Besançon-Viotte – Belfort[4]
- Dijon-Ville – Dole-Ville – Frasne – Pontarlier[4] / éventuellement Vallorbe[4]
- Dijon-Ville – Dole-Ville – Tavaux[4]

Les rames sont entretenues par l'Établissement Public Régional de Dijon.

### En régionLanguedoc-Roussillon(cinq rames à trois caisses[12], puis mutations PACA[13], avec desBB 8500/9600/CC 7100[15])
- Avignon-Centre – Cerbère (sans parcours intégraux)[4],[12],[13]
- Narbonne – Carcassonne[4],[12],[13]
- Narbonne – Béziers – Montpellier-Saint-Roch[4],[12],[13]
- Perpignan – Villefranche - Vernet-les-Bains[4],[12],[13]

Les rames sont entretenues par l'Établissement Public Régional de Cerbère.

### En régionMidi-Pyrénées(deux rames à quatre caisses[12], puis une[13])

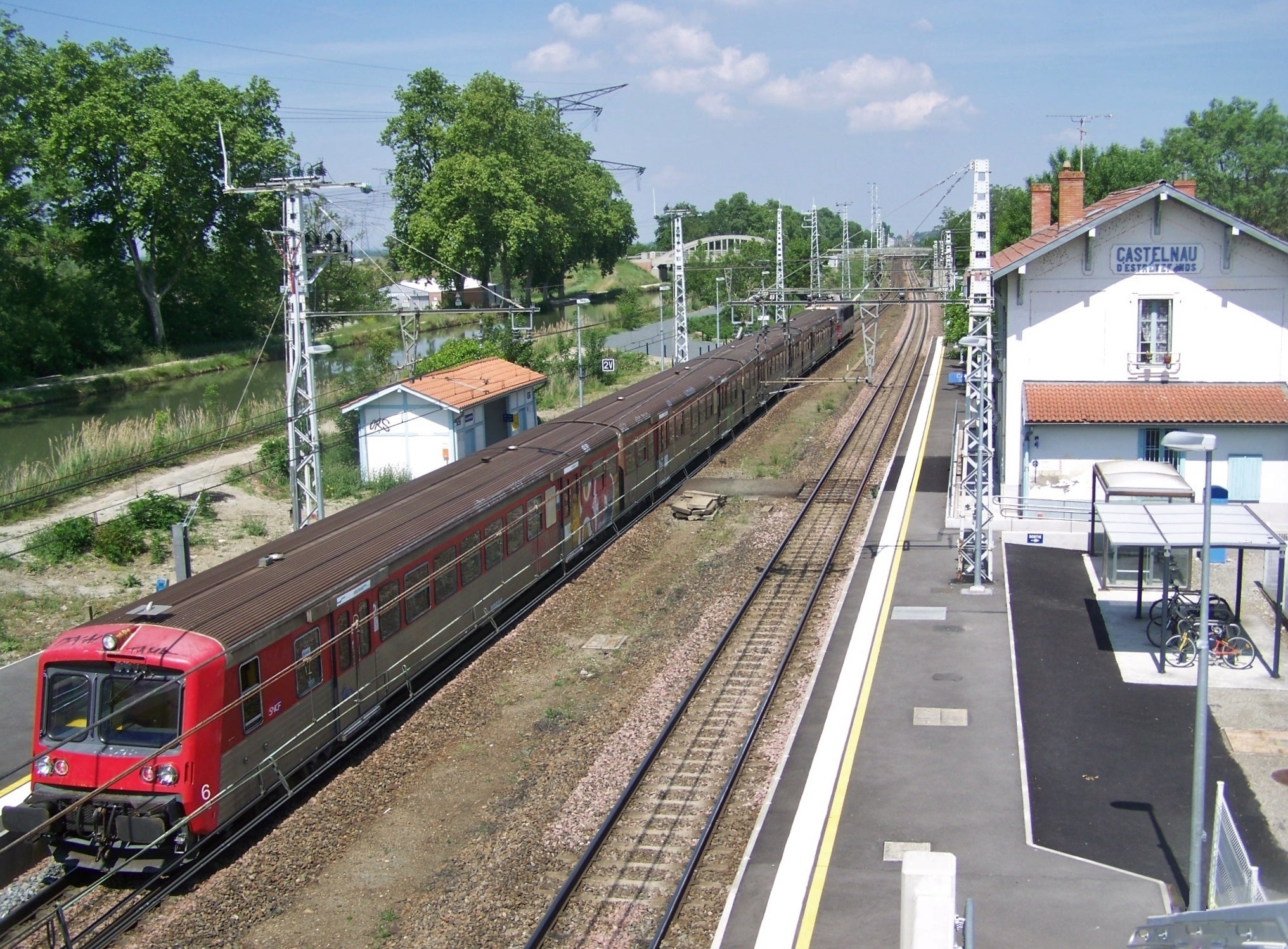
RRR en gare de Castelnau-d'Estrétefonds, en Haute-Garonne.

Avec BB 8500 / 9600 (retrait définitif au service d'été 2016) :
- Toulouse-Matabiau – Montauban-Ville-Bourbon – Agen – Marmande – Bordeaux-Saint-Jean[4]
- Toulouse-Matabiau – Muret[4]
- Toulouse-Matabiau – Montréjeau - Gourdan-Polignan[4]
- Toulouse-Matabiau – Tarbes – Pau[4]
- Toulouse-Matabiau – Luchon[4] jusqu'au 14 novembre 2014
- Toulouse-Matabiau – Castelnaudary – Carcassonne – Narbonne[4]
- Toulouse-Matabiau – Montauban-Ville-Bourbon – Cahors – Brive-la-Gaillarde[4] – Limoges-Bénédictins[6]

Elles ont aussi assuré, jusqu'en 2002, des omnibus Toulouse-Matabiau – Pamiers – Foix – Ax-les-Thermes – Latour-de-Carol - Enveitg.
Les rames sont entretenues par l'Établissement Public Régional de Toulouse.

### En régionPays de la Loire(deux rames à trois caisses chacune ex-Bretagne[13], plus une[10], avec troisBB 25500[8])
- Rennes – Laval

Les rames sont entretenues par l'Établissement Public Régional de Rennes ; les trois locomotives de son Technicentre ont le chiffre « 5 » (signifiant « Activité Régionale ») placé devant « AR » (abréviation de ladite activité).

### En régionPACA(dix rames à trois caisses[12]avec récupération de l'effectif Languedoc-Roussillon[13])
Avec BB 9600 :
- Avignon-Centre – Cavaillon[4] / Tarascon – Marseille-Saint-Charles[4]
- Marseille-Saint-Charles – Tarascon – Nimes[4] (voir TER Languedoc-Roussillon ci-dessus pour la prolongation)

Avec BB 22200 RC :

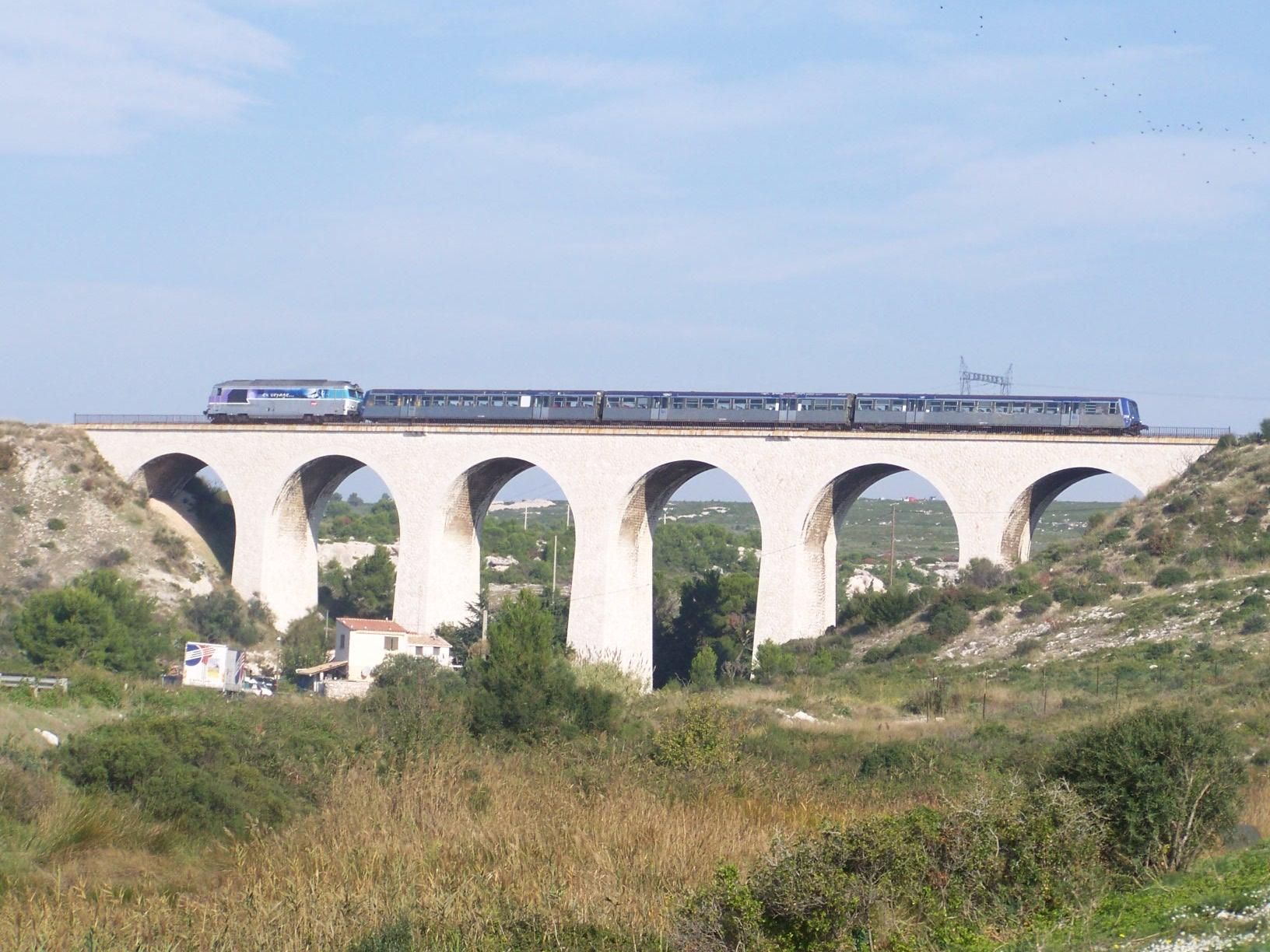
RRR à la Couronne, près de Martigues.

- Toulon – Aubagne – Marseille-Saint-Charles
- Marseille-Saint-Charles – Rognac – Miramas – Avignon-Centre

Avec BB 25500 :
- Axe régional de la ligne de Marseille-Saint-Charles à Vintimille (frontière)[4]
- Marseille-Saint-Charles – Toulon – Hyères[4] (avec renfort des BB 67400[4])
- Nice-Ville – Nice-Saint-Roch[4]

Avec BB 67400 :
- Marseille-Saint-Charles – Cavaillon – Avignon-Centre[4]
- Marseille-Saint-Charles – ligne des Alpes (dite Val de Durance)[3]

Les rames sont entretenues par l'Établissement Public Régional de Marseille-Blancarde,.

## Rames réversibles régionales de propriétés TER[12],[13]

### En périurbainePicardie(onze rames à trois caisses[12], avecBB 16500/66400[17]et67400)
- Beauvais – Creil[12]
- Beauvais – Abancourt – Eu – Le Tréport - Mers[12]
- Amiens – Abbeville – Eu – Le Tréport - Mers[12]
- Amiens – Chaulnes – Tergnier – Laon – Reims[12]
- Amiens – Abbeville – Rue[12] – Boulogne-Ville – Calais-Ville[1]
- Amiens – Albert[12]
- Amiens – Creil[12] – Paris-Nord[1]
- Amiens – Lille-Flandres[12]
- Amiens – Saint-Quentin[12]
- Amiens – Compiègne[12]
- Amiens – Lille-Flandres[1]
- Amiens – Rouen-Rive-Droite[1]
- Laon – Vervins – Hirson[12]

Les rames sont entretenues par l'Établissement Public Régional de Longueau.

### En périurbaineRhône-Alpes(une rame Stélyrail à quatre caisses[12], puis propriété de la SNCF[13])
- Relations depuis ou vers Lyon-Perrache et Lyon-Part-Dieu avec Saint-Étienne-Châteaucreux (en complément des RIO).

La rame est entretenue par l'Établissement Public Régional de Lyon-Mouche ou Croix-Barret.

### En régionAquitaine(deux rames à quatre caisses[12],[13], avecBB 8500)
- Bordeaux-Saint-Jean – Arcachon[1]
- Bordeaux-Saint-Jean – Coutras[1]
- Bordeaux-Saint-Jean – Le Verdon – La Pointe-de-Grave[6]
- Bordeaux-Saint-Jean – Marmande – Agen[1]

Les rames sont entretenues par l'Établissement Public Régional de Bordeaux.

### En régionHaute-Normandie(une rame à trois caisses[12]avec desBB 66400[6],[17]/BB 67400etBB 16500[4])
- Sotteville – Rouen-Rive-Droite – Dieppe[4],[6]
- Dieppe – Rouxmesnil[6]
- Sotteville – Rouen-Rive-Droite – Yvetot – Bréauté - Beuzeville – Le Havre[4]

La rame est entretenue par l'Établissement Public Régional de Sotteville, avec récupération de cet unique effectif par celui de Marseille-Blancarde, mais reste co-gérant pour l'entretien de celles-ci.

### En régionLorraine(huit rames à trois caisses[12],[13], avec desBB 16500/66400/67400)
- Culmont - Chalindrey – Merrey – Contrexéville – Vittel[4]
- Metz-Ville – Hagondange – Thionville – Bettembourg – Luxembourg[4],[18] / Hagondange – Conflans - Jarny[4] / Thionville – Apach[4] / Bettembourg – Esch-sur-Alzette
- Metz-Ville – Remilly – Béning – Forbach – Sarrebruck[4],[18] / Béning – Creutzwald[4]
- Metz-Ville – Sarrebourg[4]
- Metz-Ville – Nancy-Ville[4]
- Nancy-Ville – Blainville - Damelevières – Lunéville – Saint-Dié-des-Vosges[4],[18] / Lunéville – Sarrebourg – Sarralbe / Blainville - Damelevières – Epinal – Remiremont[4] / Epinal – Bruyères[4]
- Nancy-Ville – Toul[4] – Neufchâteau
- Neufchâteau – Andelot[4]
- Neufchâteau – Gironcourt[4]

Les rames sont entretenues par l'Établissement Public Régional de Metz.

### En régionMidi-Pyrénées(quatre rames à trois caisses[12], puis cinq[13])
Avec BB 8500 / 9600 (retrait définitif au service d'été 2016) :
- Toulouse-Matabiau – Montauban-Ville-Bourbon – Agen – Marmande – Bordeaux-Saint-Jean[4]
- Toulouse-Matabiau – Muret[4]
- Toulouse-Matabiau – Montréjeau - Gourdan-Polignan[4]
- Toulouse-Matabiau – Tarbes – Pau[4]
- Toulouse-Matabiau – Luchon[4] jusqu'au 14 novembre 2014
- Toulouse-Matabiau – Castelnaudary – Carcassonne – Narbonne[4]

Elles ont aussi assuré, jusqu'en 2002, des omnibus Toulouse-Matabiau – Pamiers – Foix – Ax-les-Thermes – Latour-de-Carol - Enveitg.
Avec BB 66400 / 67400, respectivement :
- Toulouse-Matabiau – Castres – Labruguière – Mazamet (dans le passé)[4]
- Toulouse-Matabiau – Albi-Ville – Carmaux – Rodez (en 1986[1])[4]
- Toulouse-Matabiau – Colomiers (dans le passé)[4]

Les rames sont entretenues par l'Établissement Public Régional de Toulouse.

### En régionNord-Pas-de-Calais(cinq rames à trois caisses[12],[13], avec desBB 16500/66400/67300[8]et67400[1])
Avant la disparition du réseau TER Nord-Pas-de-Calais, celui-ci en a également possédé 8 ou elles étaient conservées en réserve jusqu'à leur rénovation. Au prix d'une immobilisation longue durée pour révision générale décidée par la SNCF, ont été rénovées à mi-vie avec l'intégration notamment d'un espace pour 2 usagers en fauteuil roulant (muni d'un bouton d'appel auprès du contrôleur), de sièges plus confortables type TER 2NG, d'emplacements réservés aux vélos. Ces rames modernisées ont été remises en service commercial en 2007 (4 rames), 2008 (3 rames) et 2009 (1 rame). En 2012, tout le parc fut « garé bon état ».
- Lille-Flandres – Calais-Ville – Boulogne-Ville[1]
- Lille-Flandres – Saint-Pol-sur-Ternoise – Étaples - Le Touquet – Boulogne-Ville[1]
- Lille-Flandres – Saint-Quentin – Tergnier – Laon – Reims[1]

Les rames sont entretenues par l'Établissement Public Régional de Lille.

### En régionPicardie(onze rames à trois caisses[13])
- Beauvais – Creil (en alternance avec les AGC)[13]
- Beauvais – Abancourt – Eu – Le Tréport - Mers (en alternance avec les AGC et X 73500)[13]
- Amiens – Abbeville – Eu – Le Tréport - Mers (en alternance avec les X 73500)
- Amiens – Chaulnes – Tergnier – Laon – Reims (en alternance avec les AGC)[13]
- Amiens – Abbeville – Rue[13]
- Amiens – Albert (en alternance avec les AGC)[13]
- Amiens – Abbeville – Rue – Boulogne-Ville – Calais-Ville[13]
- Amiens – Creil (rare remplacement des AGC pour les omnibus)[13]
- Amiens – Lille-Flandres (rare remplacement des Z 24500)[13]
- Amiens – Rouen-Rive-Droite[13]
- Amiens – Saint-Quentin[13]
- Amiens – Compiègne (rare remplacement des AGC, X 72500 ou X 73500)[13]
- Laon – Vervins – Hirson (en alternance avec les X 72500 / X 73500)[13]

Les rames sont entretenues par l'Établissement Public Régional de Longueau.

### En régionRhône-Alpes(cinq rames SOFRA à trois caisses et six à quatre caisses[12], puis trois fois trois et six fois quatre[13])

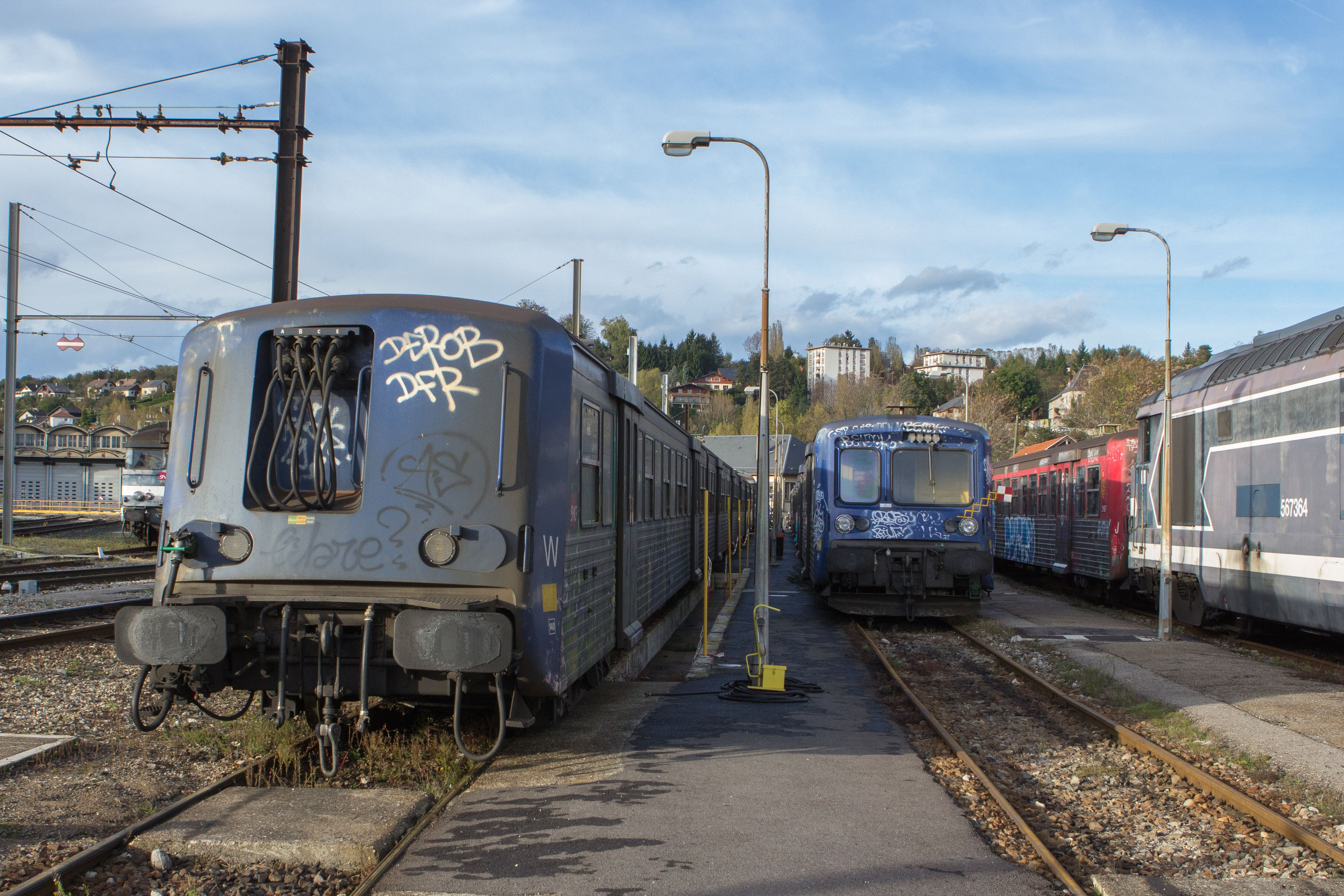
3 RRR au dépôt de Chambéry, en 2013.

- Grenoble – Jarrie - Vizille (avec BB 67300)[4]
- Lyon – Saint-André-le-Gaz – Aiguebelette-le-Lac – Chambéry - Challes-les-Eaux (avec BB 25500)[4]
- Chambéry - Challes-les-Eaux – Albertville – Moutiers - Salins - Brides-les-Bains (avec BB 25500 / 67300)[4]
- [Service terminé le 2 mai 2016] Saint-Marcellin – Grenoble – Chambéry - Challes-les-Eaux (avec BB 67300)[4]
- Lyon – Ambérieu – Culoz – Chambéry - Challes-les-Eaux – Modane (avec BB 9600 sans parcours intégral)[4]
- Lyon-Perrache – Givors-Ville (avec BB 25500 dans le passé) – Saint-Étienne-Châteaucreux (avec BB 8500 dans le passé)[4]
- Lyon – Saint-André-le-Gaz – Rives – Grenoble – Gières (avec BB 25500, en tant que première relation[1])[4]
- Mâcon-Ville – Lyon – Valence-Ville (avec BB 9600 dans le passé)[4]
- Lyon-Perrache – Roanne (avec BB 67400, dans le passé)[4]
- Valence-Ville – Grenoble – Gières – Chambéry - Challes-les-Eaux – Genève-Cornavin (avec BB 67300 sans être sur le parcours intégral)[4]

Les rames sont entretenues par les Établissements Publics Régionaux de Lyon-Mouche ou Croix-Barret et Chambéry.

## Modélisme
Cette rame a été reproduite par la firme Euro Passion Modèle (fabrication LS Models), à l'échelle 1/87.

## Fin de service
Dans de nombreuses régions, si les RRR semblent assez jeunes d'un point de vue ferroviaire, les locomotives qui les tractent et poussent sont en général bien plus âgées. Hormis les régions Rhône-Alpes, Nord-Pas-de-Calais et PACA, qui ont procédé au remplacement des BB 16500 et 25500 vieillissantes par des BB 22200R puis RC modernisées et équipées de la réversibilité, les autres régions ont profité des marchés de matériels neufs en cours ou passés, afin de remplacer le tout, et ce malgré le jeune âge du matériel. Les Régiolis et Regio 2N ont donc massivement contribué au remplacement des RRR et leurs locomotives. Seule la région Grand Est (RRR circulant autour de Strasbourg) devrait encore utiliser ces rames à terme, alors que celles-ci n'auront en moyenne roulé qu'environ 25 ans.